# Louis Coerne
Louis Adolphe Coerne (Newark, 27 de febrero de 1870-Boston, 11 de septiembre de 1922) fue un compositor y educador musical estadounidense.

## Biografía
Nació en Newark, Nueva Jersey, y recibió su educación superior en la Universidad de Harvard, donde estudió junto a John Knowles Paine, y en el Conservatorio de Stuttgart, Alemania.
Escribió varias piezas pedagógicas para piano y también compuso varias obras orquestales, una de las cuales, el poema sinfónico Excalibur, op. 180, fue grabado por Karl Krueger con la Royal Philharmonic Orchestra a finales de la década de 1960 y reeditado en CD en 2006 por Bridge Records. Su cantata, Hiawatha, op. 18 se estrenó en Múnich en 1893 y fue interpretada por la Orquesta Sinfónica de Boston en 1894.
La ópera Zenobia, op. 66, estrenada en Bremen, en 1905, fue la primera ópera de un compositor estadounidense representada en Alemania. A principios de ese año, Harvard había conferido a Coerne el título de doctorado, con la partitura de Zenobia y su libro, The Evolution of Modern Orchestration (publicado en 1908), sirviendo como su tesis.
Enseñó en Smith College, la Universidad de Harvard y Connecticut College.

### Vida personal
Se casó con Adele Turton en 1897. Falleció en Boston, Massachusetts.